# 小野政方
小野 政方（おの まさかた、1885年（明治18年）8月3日 - 1945年（昭和20年）1月19日）は、山梨県東八代郡境川村（現：山梨県笛吹市）出身の児童文学者・編集者。妻は小説家の小野美智子。

## 略歴
山梨県師範学校を卒業後、八代尋常小学校に訓導として勤務した。その後、上京して巖谷小波に師事し、『少年世界』『少女世界』に童話を発表した。執筆活動初期には、故郷を流れる笛吹川にちなみ「小野小峡」の筆名を名乗った。1912年に山内秋生、竹貫佳水、蘆谷蘆村、大井冷光らと、日本初の児童文学団体である少年文学研究会を設立。1920年には、研究社『小学少女』の編集に当たっている。のちに、小川未明、楠山正雄、鹿島鳴秋、蘆谷蘆村、浜田廣介が創立準備をした童話作家協会に参画。絵雑誌『コドモノクニ』の執筆にも参加するなど、御伽噺から童話へと思潮が移り変わった明治末期～昭和初期の日本の児童文学界で活躍した。

## 主な著書
小野小峡名義
- 『日本お伽物語』 - 国立国会図書館デジタルコレクション
- 『母の行へ』 - 国立国会図書館デジタルコレクション
- 『人形の家』 - 国立国会図書館デジタルコレクション

小野政方名義
- 『しろいこうさぎ』 - 国立国会図書館デジタルコレクション
- 『母様論』 - 国立国会図書館デジタルコレクション
- 『りんごののぞみ』 - 国立国会図書館デジタルコレクション
- 『せかいの優れた少年少女の話』 - 国立国会図書館デジタルコレクション
- 『甲斐風土：随筆紀行』 - 国立国会図書館デジタルコレクション
- 『日出づる国』 - 国立国会図書館デジタルコレクション